# رسكين بوند
رسكين بوند (بالإنجليزية: Ruskin Bond)، من مواليد 19 مايو 1934، هو كاتب هندي من أصل بريطاني.  انه يعتبر رمز بين الكتاب الهنود وكتاب كتب الأطفال، وروائي كبير. في عام 1992 حصل على جائزة ساهيتيا أكاديمي لكتابة اللغة الإنكليزية في الهند. حصل على جائزة بادما شري في عام 1999 من أجل مساهماته لأدب الأطفال. وهو الآن يعيش مع أسرته المتبناة في موسورى.

## روابط خارجية
- رسكين بوند على موقع IMDb (الإنجليزية)
- رسكين بوند على موقع ألو سيني (الفرنسية)
- رسكين بوند على موقع قاعدة بيانات الفيلم (الإنجليزية)
- رسكين بوند على موقع كينوبويسك (الروسية)